# Toliara
Toliara (ook wel Tuléar) is een stad in Madagaskar en is de hoofdstad van de regio Atsimo-Andrefana. Toliara telt naar schatting 121.000 inwoners.
Naast de functie van belangrijke havenstad, fungeert de plaats ook als import- en exportcentrum van diverse levensmiddelen en andere handelswaar zoals sisal, hennep, zeep, katoen, rijst en pinda's.
Air Madagascar vliegt meerdere malen per dag op deze stad.

## Geschiedenis
In de 16e eeuw arriveerden de eerste Fransen in het gebied ter hoogte van de Steenbokskeerkring, in een baai die zij Saint Augustine noemden. Daar werd een kleine nederzetting gebouwd en er ontstond een kleine handelpost, waar voornamelijk mais werd verhandeld met de inheemse bevolking. In de periode daarna werd het gebied vooral een speelbal van kolonisatie-oorlogen. In 1897 werd het definitief een Franse kolonie tot de onafhankelijkheid in 1960.
Tot 2009 lag Toliara in de provincie Toliara. De provincies werden echter opgeheven en vervangen door de in totaal 22 regio's van Madagaskar.

## Geboren
- Emmanuel Rakotovahiny (1938-2020), premier van Madagaskar (1995-1996)
- Albert-Camille Vital (1952), premier van Madagaskar (2009-2011)

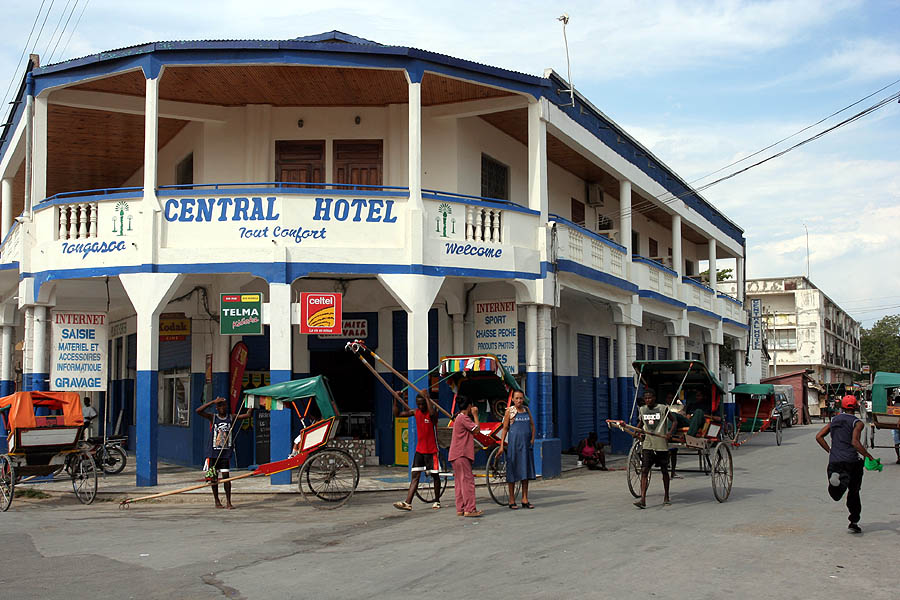
Een hotel in het centrum van Toliara.
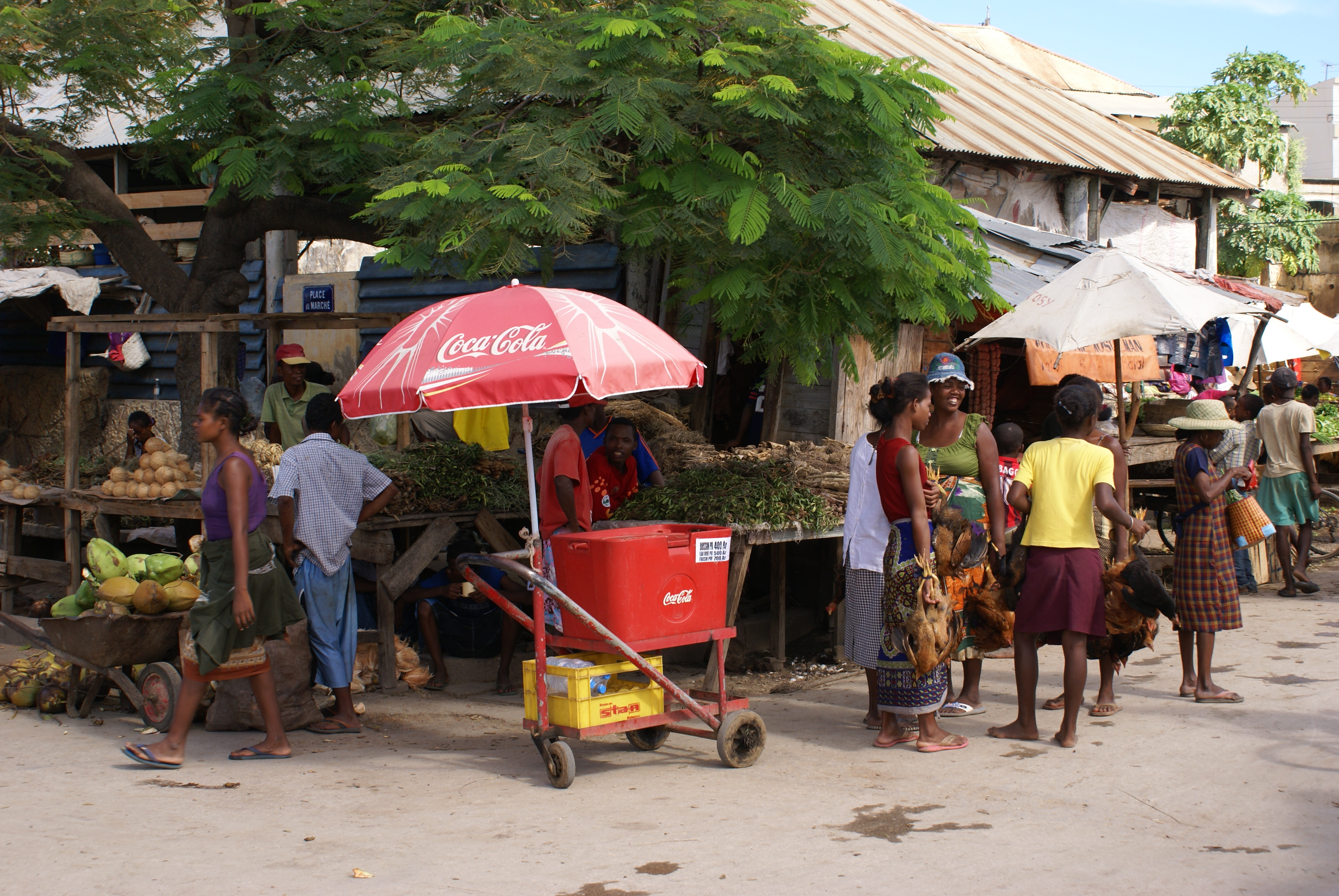
Een lokale markt in Toliara.

- Gemeinsame Normdatei: 4568533-2
- Library of Congress Control Number: n82247293
- Nationale Bibliotheek van Israël: 987007559859605171
- Système universitaire de documentation: 140846506
- Virtual International Authority File: 147778437